# Robin Meißner
Robin Meißner (Hamburg, 8 oktober 1999) is een Duits voetballer die doorgaans als centrumspits speelt. In 2021 maakte Meißner zijn debuut in het betaalde voetbal bij Hamburger SV in de 2. Bundesliga. Sinds augustus 2023 staat hij onder contract bij het Duitse Dynamo Dresden, dat hem kort na de start van het seizoen 2025/26 verhuurde aan VfL Osnabrück.

## Clubloopbaan

### Jeugd
Meißner begon op drieënhalfjarige leeftijd met voetballen bij Willinghusener SC. Op twaalfjarige leeftijd sloot hij zich aan bij de jeugdopleiding van FC St. Pauli.
Meißner doorliep alle jeugdelftallen van de onderbouw en maakte op 8 april 2015, als 16-jarige, zijn debuut voor FC St. Pauli –17 in de wedstrijd tegen Carl Zeiss Jena. Hij begon in de basis en werd na 77 minuten gewisseld. Een week later, in de met 3-0 gewonnen thuiswedstrijd tegen Holstein Kiel, maakte hij zijn eerste en tweede doelpunt in deze leeftijdscategorie. Hij scoorde in de zevende en elfde minuut, beide keren op aangeven van Sam Schreck In het seizoen 2015/16 maakte hij definitief de overstap naar de onder-17 en groeide uit tot een vaste waarde, door in alle 26 wedstrijden aan de aftrap te verschijnen. In deze duels kwam hij tot elf doelpunten en acht assists.
In het seizoen 2015/16 speelde Meißner als B-junior vier wedstrijden mee bij de onder-19. In zijn debuutwedstrijd op 27 september 2015 tegen TSV Havelse –19 viel hij in de 76e minuut in en scoorde binnen tien minuten zijn eerste doelpunt. In het seizoen 2017/18 werd hij vast opgenomen in de selectie van de onder-19. Vanaf de eerste competitiewedstrijd tegen Carl Zeiss Jena stond hij in de basis. In twee seizoenen kwam hij tot 46 wedstrijden, waarin hij vijftien keer scoorde. Zijn laatste wedstrijd als jeugdspeler speelde hij op 5 mei 2018 tegen VfL Osnabrück. 

### FC St. Pauli
In het seizoen 2017/18 maakte Meißner als A-junior zijn eerste minuten in het seniorenvoetbal. Op 8 november 2017 debuteerde hij bij het tweede elftal van FC St. Pauli, toen hij in de 84e minuut inviel in de wedstrijd tegen 1. FC Germania Egestorf/Langreder In 2018/19 maakte hij de definitieve overstap naar FC St. Pauli II. Op 12 september 2018 scoorde hij zijn eerste doelpunt, het derde in de met 4–0 gewonnen thuiswedstrijd tegen SSV Jeddeloh II. Twaalf wedstrijden voor het einde van het seizoen scheurde hij zijn meniscus, waardoor hij niet meer in actie kwam. Zijn tweede seizoen werd in maart voortijdig beëindigd vanwege de COVID-19-maatregelen. Aan het einde van het seizoen kreeg hij geen profcontract aangeboden en vertrok transfervrij naar rivaal Hamburger SV.

### Hamburger SV
Meißner sloot zich bij Hamburger SV aan voor het tweede elftal en maakte op 6 september 2020 zijn debuut in de thuiswedstrijd tegen Lüneburger SK Hansa, waarin hij in de basis begon en in de 86e minuut werd gewisseld. Een week later was hij in zijn tweede wedstrijd, het met 0–1 gewonnen uitduel tegen Altona 93, matchwinner met zijn eerste doelpunt voor Die Rothosen in de 12e minuut. In zijn eerste tien wedstrijden als centrumspits startte hij telkens in de basis en kwam hij tot zes doelpunten. In november werd het seizoen 2020/21 opnieuw stilgelegd vanwege de COVID-19-maatregelen. Vervolgens werd Meißner regelmatig toegevoegd aan de eerste selectie. Op 1 maart 2021 debuteerde hij in de 2. Bundesliga tijdens de met 1–0 verloren stadsderby tegen FC St. Pauli, waarbij trainer Daniel Thioune hem in de 91e minuut bracht voor David Kinsombi. Na het ontslag van Thioune kreeg hij van interim-trainer Horst Hrubesch speeltijd in de laatste drie wedstrijden van het seizoen. In het eerste duel, een 5–2 thuiszege op 1. FC Nürnberg, scoorde hij in de 30e minuut de openingstreffer op aangeven van Sonny Kittel. Ook in de daaropvolgende wedstrijden tegen VfL Osnabrück en Eintracht Braunschweig wist hij telkens het net te vinden.
In het seizoen 2021/22 werd Meißner door de nieuwe trainer Tim Walter bij de eerste selectie gehaald. Tijdens de voorbereiding scheurde hij echter zijn binnenband, waardoor hij de eerste competitieduels moest missen. In de tiende speelronde maakte hij zijn comeback in de thuiswedstrijd tegen Fortuna Düsseldorf. Hij verloor de concurrentiestrijd met Robert Glatzel om de rol van centrumspits, waardoor zijn speeltijd tot de winterstop beperkt bleef tot enkele invalbeurten. Daarnaast speelde hij wedstrijden voor het tweede elftal. Om meer speelminuten te maken, werd hij eind januari verhuurd aan Hansa Rostock eveneens spelend in de 2. Bundesliga. Bij terugkomst merkte Meißner dat er weinig veranderd was bij Hamburger SV en besloot hij zich opnieuw te verhuren, ditmaal aan Victoria Köln in de 3. Liga voor het seizoen 2020/21. Na deze periode koos hij ervoor om zijn eigen kansen te benutten en maakte hij de overstap naar Dynamo Dresden.

#### Verhuur aan Hansa Rostock
Aan het begin van 2022 tekende Meißner een contract waardoor hij tot het einde van het seizoen bij Hansa Rostock kwam te spelen. In de 22e competitieronde maakte hij op 11 februari 2022 tijdens de met 1–2 verloren uitwedstrijd tegen Werder Bremen zijn debuut voor de Noord-Duitse club. Vijfentwintig minuten later scoorde hij in de DKB-Arena de 1–2.  Een doorbraak in de basiself bleef uit, omdat hij John Verhoek niet uit het elftal kon verdringen en hij grotendeels als invaller speelde. Aan het einde van het seizoen keerde hij terug naar Hamburg.

#### Verhuur aan Victoria Köln
In de zomer van 2022 tekende Meißner een contract waarmee hij voor het seizoen 2022/23 werd verhuurd aan Victoria Köln. Op 6 augustus 2022 maakte hij zijn debuut in de thuiswedstrijd tegen SV Wehen Wiesbaden, waarin hij in de basis begon en na 63 minuten werd gewisseld.[2] Een week later scoorde hij zijn eerste doelpunt voor de club in de met 1–4 gewonnen uitwedstrijd tegen Rot-Weiss Essen, waarbij hij in de 25e minuut de 0–1 maakte. In zijn derde wedstrijd had hij met twee doelpunten een groot aandeel in de 2–1 overwinning op Dynamo Dresden, met treffers in de 22e en 43e minuut op Sportpark Höhenberg. Gedurende het hele seizoen was hij een vaste waarde in de selectie en speelde hij alle competitiewedstrijden, waarbij hij in april vier wedstrijden op rij wist te scoren.

### Dynamo Dresden
Meißner tekende in juli 2023 een tweejarig contract bij de voormalige Oost-Duitse club Dynamo Dresden. Op 5 augustus 2023 maakte hij zijn debuut in de thuiswedstrijd tegen Arminia Bielefeld, waarin hij direct in de basis begon. In de veertiende competitieronde scoorde hij op 4 november zijn eerste doelpunt voor de club, tijdens de met 2–0 gewonnen thuiswedstrijd tegen SC Freiburg II. In de 86e minuut maakte hij in het DDV-Stadion de 2–0. Door een knieblessure die hem in het begin van de competitie enkele weken aan de kant hield, slaagde hij er niet in een vaste basisplaats te veroveren. Trainer Markus Anfang gaf de voorkeur aan Stefan Kutschke als centrumspits en hield hier tot zijn ontslag aan vast. Anfang werd opgevolgd door een trio rondom clublegende Ulf Kirsten. Meißner kreeg iets meer speelminuten, maar behield de rol van reservespeler. Hij had wel een belangrijk aandeel in het winnen van de Landespokal Sachsen. In de halve finale tegen FSV Zwickau scoorde hij twee doelpunten, waarmee Dynamo Dresden de finale bereikte. In de met 2–0 gewonnen finale tegen Erzgebirge Aue verzorgde hij een assist, waaruit Panagiotis Vlachodimos het tweede doelpunt maakte.
In zijn tweede seizoen (2024/25) kreeg Meißner te maken met een nieuwe trainer, Thomas Stamm. Aanvankelijk profiteerde hij van de trainerswissel en kreeg hij in de eerste competitiewedstrijden een basisplaats. Gaandeweg veranderde Stamm het spelsysteem, waardoor Meißner minder speelminuten kreeg. Vanaf november kwam hij tot het einde van het seizoen uitsluitend nog als invaller in actie. Ondanks de beperkte speeltijd verlengde hij in februari zijn contract voor onbepaalde tijd. Dynamo Dresden eindigde dat seizoen als tweede in de competitie en promoveerde daarmee naar de 2. Bundesliga. Bij de start van het nieuwe seizoen bleek zijn kans door de komst van Vincent Vermeij op speeltijd beperkt, waardoor hij zich voor het seizoen 2025/26 liet verhuren aan VfL Osnabrück.
Verhuur aan VfL Osnabrück
Kort na de start van de competitie werd bekend dat Meißner voor het seizoen 2025/25 werd verhuurd aan het in de 3. Liga spelende VfL Osnabrück.

## Clubstatistieken
| Seizoen                         | Club            | Competitie        | Competitie | Competitie | Beker | Beker | Internationaal | Internationaal | Overig | Overig | Totaal | Totaal |
| Seizoen                         | Club            | Competitie        | Wed.       | Dlp.       | Wed.  | Dlp.  | Wed.           | Dlp.           | Wed.   | Dlp.   | Wed.   | Dlp.   |
| ------------------------------- | --------------- | ----------------- | ---------- | ---------- | ----- | ----- | -------------- | -------------- | ------ | ------ | ------ | ------ |
| 2018/19                         | FC St. Pauli II | Regionalliga Nord | 20         | 3          | –     | –     | –              | –              | –      | –      | 20     | 3      |
| 2019/20                         | FC St. Pauli II | Regionalliga Nord | 19         | 6          | –     | –     | –              | –              | –      | –      | 19     | 6      |
| 2020/21                         | Hamburger SV II | Regionalliga Nord | 10         | 6          | –     | –     | –              | –              | –      | –      | 10     | 6      |
| 2020/21                         | Hamburger SV    | 2. Bundesliga     | 10         | 3          | –     | –     | –              | –              | –      | –      | 10     | 3      |
| 2021/22                         | Hamburger SV    | 2. Bundesliga     | 4          | 0          | –     | –     | –              | –              | –      | –      | 4      | 0      |
| 2021/22                         | Hamburger SV II | Regionalliga Nord | 5          | 1          | –     | –     | –              | –              | –      | –      | 5      | 1      |
| 2021/22                         | → Hansa Rostock | 2. Bundesliga     | 8          | 1          | –     | –     | –              | –              | –      | –      | 8      | 1      |
| 2022/23                         | → Victoria Köln | 3. Liga           | 37         | 12         | 1     | 0     | –              | –              | 5      | 0      | 43     | 12     |
| 2023/24                         | Dynamo Dresden  | 3. Liga           | 29         | 5          | –     | –     | –              | –              | 5      | 4      | 34     | 9      |
| 2024/25                         | Dynamo Dresden  | 3. Liga           | 32         | 5          | 2     | 1     | –              | –              | 1      | 0      | 35     | 6      |
| 2025/26                         | → VfL Osnabrück | 3. Liga           | 0          | 0          | 0     | 0     | –              | –              | 0      | 0      | 0      | 0      |
| Carrière totaal                 | Carrière totaal | Carrière totaal   | 174        | 42         | 3     | 1     | 0              | 0              | 11*    | 4      | 188    | 47     |
| Bijgewerkt tot 15 augustus 2025 |                 |                   |            |            |       |       |                |                |        |        |        |        |

* In het seizoen 2022/23 kwam Meißner met Victoria Köln vijfmaal in actie in de Mittelrheinpokal. Voor Dynamo Dresden speelde hij in de seizoenen 2023/24 en 2024/25 in totaal zes wedstrijden in de Sachsenpokal.

## Interlandloopbaan
Meißner kwam eenmaal uit voor een Duits jeugdelftal. Op 17 april 2017 speelde hij met Duitsland –18 een oefeninterland tegen Oostenrijk. In de met 3–0 gewonnen thuiswedstrijd werd hij in de 71e minuut ingebracht als vervanger van Romario Rösch. Tijdens deze wedstrijd speelde hij samen met onder anderen Timon Weiner, Luca Kilian, Palkó Dárdai en Güven Yalçın.
| Interlands van Robin Meißner voor Duitsland () | Interlands van Robin Meißner voor Duitsland () | Interlands van Robin Meißner voor Duitsland () | Interlands van Robin Meißner voor Duitsland () | Interlands van Robin Meißner voor Duitsland () | Interlands van Robin Meißner voor Duitsland () |
| №                                              | Datum                                          | Wedstrijd                                      | Uitslag                                        | Soort Wedstrijd                                | Doelpunten                                     |
| Als speler bij Duitsland –18                   | Als speler bij Duitsland –18                   | Als speler bij Duitsland –18                   | Als speler bij Duitsland –18                   | Als speler bij Duitsland –18                   | Als speler bij Duitsland –18                   |
| ---------------------------------------------- | ---------------------------------------------- | ---------------------------------------------- | ---------------------------------------------- | ---------------------------------------------- | ---------------------------------------------- |
| 1.                                             | 17 april 2017                                  | Duitsland – Oostenrijk                         | 3 – 0                                          | Vriendschappelijk                              |                                                |
| Bijgewerkt tot 19 januari 2024                 |                                                |                                                |                                                |                                                |                                                |

## Erelijst
| Winnaar Sachsenpokal | 1x | 2023/24 |